# Avon River (Cordeaux River)
Der Avon River ist ein kleiner Fluss im Osten des australischen Bundesstaates New South Wales.

## Verlauf
Der Fluss liegt in Local Government Area Wollongong City.
Er entspringt ungefähr vier Kilometer westlich von Calderwood, fließt nach Norden und mündet südlich von Wilton in den Cordeaux River.
Der Avon River ist einer von vier Flüssen des Upper-Nepean-Systems. Der Lake Avon, der größte der vier Stauseen im Upper-Nepean-System wurde 1921–1927 erbaut und versorgte den Großraum Sydney mit Wasser. 1963 wurde das Wasser in die Region Illawarra umgeleitet, um den wachsenden Wasserbedarf dort zu decken. Heute versorgt der Stausee ganz Wollongong.